# Aspelare
Depuis 1977, Aspelare est une section de la ville belge de Ninove dans le Denderstreek située en Région flamande dans la province de Flandre-Orientale. C'était une commune à part entière avant la fusion des communes de 1977.
Anciennement ASPELAERE.
Aspelare est situé entre l’Escaut et la Dendre.

## Démographie

### Évolution démographique
- Sources : INS, Rem. : 1831 jusqu'en 1970 = recensements, 1976 = nombre d'habitants au 31 décembre[2].

## Curiosités
- Église Saint-Amand (XVe siècle).
- Chapelle Notre-Dame de style roman.